# Creobroter vitripennis
Creobroter vitripennis är en bönsyrseart som beskrevs av Max Beier 1933. Creobroter vitripennis ingår i släktet Creobroter och familjen Hymenopodidae. Inga underarter finns listade i Catalogue of Life.